# Sąd polubowny przy Prezesie UKE
Sąd polubowny przy Prezesie UKE – istniejący przed 12 września 2018 r. stały polubowny sąd konsumencki działający przy Prezesie Urzędu Komunikacji Elektronicznej rozpatrujący spory o prawa majątkowe wynikłe:
- z umów o świadczenie usług telekomunikacyjnych w tym o zapewnienie przyłączenia do publicznej sieci telekomunikacyjnej (np. zawyżona faktura, wyłączenie telefonu),
- z umów o świadczenie usług pocztowych (np. przesyłka pocztowa nie została doręczona).

Sprawy dotyczące zadośćuczynienia rozpatruje sąd powszechny. Sąd polubowny nie był właściwy do rozpatrywania tych spraw. Do wydania decyzji w sprawach naruszających rozporządzenie Parlamentu Europejskiego i Rady (UE) 2016/679 z dnia 27 kwietnia 2016 r. w sprawie ochrony osób fizycznych w związku z przetwarzaniem danych osobowych i w sprawie swobodnego przepływu takich danych oraz uchylenia dyrektywy 95/46/WE (ogólne rozporządzenie o ochronie danych) (CELEX: 32016R0679) właściwy jest Prezes Urzędu Ochrony Danych Osobowych.
Ostatnim przewodniczącym Stałego Polubownego Sądu Konsumenckiego przy Prezesie Urzędu Komunikacji Elektronicznej była Barbara Krzyżanowska powołana 1 lipca 2013 r. na trzecią kadencję.
W 2010 r. do sądu polubownego wpłynęło 206 spraw. Ze względu na brak zgody wyrażonej przez obie strony odbyło się zaledwie sześć rozpraw zakończonych podpisaniem ugody. Rok wcześniej było to 182 wniosków (w tym 18 dotyczących spraw pocztowych) i 2 rozprawy zakończone ugodą. Liczby te świadczą o małej popularności sądów polubownych i małej ich skuteczności w rozwiązywaniu sporów pomiędzy konsumentami i przedsiębiorcami telekomunikacyjnymi i pocztowymi.

## Podstawa prawna
Stały Polubowny Sąd Konsumencki przy Prezesie Urzędu Komunikacji Elektronicznej działał na podstawie:
- art. 110 ustawy z dnia 16 lipca 2004 r. Prawo telekomunikacyjne (Dz.U. z 2022 r. poz. 1648)
- rozporządzenia Ministra Sprawiedliwości z dnia 21 grudnia 2004 r. w sprawie regulaminu organizacji i działania stałych polubownych sądów konsumenckich przy Prezesie Urzędu Regulacji Telekomunikacji i Poczty (Dz.U. z 2004 r. nr 281, poz. 2794).

## Strony postępowania
Stroną postępowania przed sądem polubownym przy Prezesie UKE mogły być:
- przedsiębiorca telekomunikacyjny – podmiot uprawniony do świadczenia usług telekomunikacyjnych,
- operator pocztowy – przedsiębiorca uprawniony do wykonywania działalności pocztowej,
- konsument – osoba fizyczna wnioskująca o świadczenie publicznie dostępnych usług telekomunikacyjnych lub korzystającą z takich usług dla celów niezwiązanych bezpośrednio z jej działalnością gospodarczą lub wykonywaniem zawodu – jeżeli stroną umowy zawartej z przedsiębiorcą telekomunikacyjnym lub operatorem pocztowym był przedsiębiorca, tj. osoba fizyczna prowadząca działalność gospodarczą, wówczas właściwym do rozpatrzenia sporu był sąd powszechny.

## Wniosek o rozpatrzenie sporu
Był to wniosek o rozpatrzenie sporu przez sąd polubowny przy Prezesie UKE, w przypadku, gdy umowa o świadczenie usług telekomunikacyjnych lub pocztowych nie została wykonana w sposób, w jaki wykonana być powinna, a reklamacja złożona do przedsiębiorcy, z którym zawarto umowę nie przyniosła rozwiązania sporu.
Postępowanie przed sądem polubownym wszczynano na wniosek strony umowy, której dotyczył spór: konsumenta albo przedsiębiorcy telekomunikacyjnego lub operatora pocztowego. Wniosek powinien być sporządzony według określonego wzoru i powinien zawierać: datę, wskazywać wnioskodawcę i stronę przeciwną sporu, wartość przedmiotu sporu, przedmiot sporu, uzasadnienie oraz być odręcznie podpisany przez wnioskodawcę lub pełnomocnika (pełnomocnictwo powinno być dołączone do akt sprawy). Do wniosku należało dołączyć:
- odpis wniosku, odręcznie podpisany przez wnioskodawcę;
- zapis na sąd polubowny w dwóch egzemplarzach, oba podpisane odręcznie przez wnioskodawcę,
- kserokopie wszystkich dokumentów w sprawie, w tym dokumentów dotyczących postępowania reklamacyjnego, również w dwóch egzemplarzach.

Wniosek można było składać osobiście w siedzibie sądu polubownego w Warszawie, w Kancelarii UKE lub przesłać drogą pocztową.

## Zapis na sąd polubowny
Zapis na sąd polubowny to rodzaj umowy sporządzonej w formie pisemnej, którą podpisują obie strony, jeżeli wyrażają zgodę na rozpatrzenie sporu przez sąd polubowny. W zapisie należało wskazać strony sporu – wnioskodawcę i stronę przeciwną oraz wskazać przedmiot sporu lub stosunek prawny, z którego ten spór wyniknął. Zapis na sąd polubowny (w dwóch egzemplarzach) wnioskodawca składał wraz z wnioskiem, wypełniony i podpisany tylko przez wnioskodawcę (lub pełnomocnika wnioskodawcy).
Sąd polubowny występował do strony przeciwnej sporu o podpisanie zapisu na sąd polubowny, przesyłając jeden z egzemplarzy złożonych przez wnioskodawcę. Sprawa mogła być rozpatrywana przez sąd polubowny tylko w przypadku, gdy obie strony sporu wyraziły na to zgodę. Jeżeli strona przeciwna sporu wyraziła zgodę na rozpatrzenie sporu przez sąd polubowny, odsyłała do sądu polubownego podpisany przez siebie zapis.

## Koszty postępowania przed sądem polubownym
Decyzją przewodniczącego sądu polubownego zostało ustalone, że wnioskodawca wnosił kwotę 100 zł tytułem pokrycia kosztów postępowania, w szczególności wynagrodzenia należnego arbitrom orzekającym w sprawie. Należy podkreślić, że wnioskodawca wpłacał tę kwotę tylko w przypadku, gdy otrzymał wezwanie z sądu polubownego z określonym terminem wpłaty oraz numerem konta. Wezwanie takie kierowano do wnioskodawcy tylko w przypadku, gdy strona przeciwna sporu wyraziła zgodę na rozpatrzenie sporu przez sąd polubowny, podpisała zapis na sąd polubowny.
Inne koszty mogły być związane z postępowaniem przed sądem polubownym i dotyczyły przypadku, gdy strona wnosiła o podjęcie dodatkowych czynności związanych z wydatkami, wówczas obowiązana była wnieść zaliczkę na ich pokrycie. Również w przypadku, gdy strona wybrała do składu orzekającego arbitra z innej miejscowości niż tej, w której odbywała się rozprawa, ponosiła koszty jego stawiennictwa (dojazd, dieta, hotel). Koszty rozliczano w ugodzie lub w wyroku sądu polubownego.

## Przebieg postępowania przed sądem polubownym
Po wpłynięciu, wniosek sprawdzany był przez przewodniczącego, czy sąd polubowny był właściwy do rozpatrzenia sporu. Jeżeli sporu nie można było rozpatrzeć, wniosek pozostawiano bez dalszego biegu, o czym powiadamiano wnioskodawcę. Jeżeli wniosek zawierał braki, przewodniczący wzywał wnioskodawcę do jego uzupełnienia w terminie siedmiu dni, licząc od dnia doręczenia wezwania, pod rygorem zwrócenia wniosku.
Jeżeli wnioskowi można było nadać dalszy bieg, wówczas przewodniczący przekazywał odpis wniosku i jeden komplet złożonych dokumentów stronie przeciwnej, aby w terminie czternastu dni od dnia doręczenia złożyła odpowiedź na wniosek wraz z oświadczeniem, że wyraża zgodę na rozpatrzenie sporu przez sąd polubowny.
W przypadku, gdy strona przeciwna nie wyrażiła zgody na rozpatrzenie sporu przez sąd polubowny, przewodniczący sądu zwracał wniosek wnioskodawcy wraz z informacją o przyczynie zwrotu. Natomiast jeżeli strona przeciwna oświadczyła, że wyraziła zgodę na rozpatrzenie sporu przez sąd polubowny, podpisała zapis na sąd polubowny, wówczas przewodniczący sądu wyznaczał termin rozprawy oraz podejmował czynności przygotowujące rozprawę. Wnioskodawca był wtedy wzywany do dokonania wpłaty w wysokości 100 zł, w określonym terminie na podane konto.
Wraz z powiadomieniem stron o terminie rozprawy przewodniczący wzywał je, aby w terminie tygodniowym od dnia doręczenia wezwania wyznaczyły do składu orzekającego po jednym arbitrze z odpowiedniej części listy, pod rygorem wyznaczenia ich z urzędu. Lista arbitrów zawierała trzy części:
- A – arbitrzy wyznaczeni przez organizacje reprezentujące konsumentów (z tej części wyznaczają konsumenci);
- B – arbitrzy wyznaczeni przez organizacje reprezentujące przedsiębiorców telekomunikacyjnych (z tej części wyznaczają przedsiębiorcy telekomunikacyjni);
- C – arbitrzy wyznaczeni przez organizacje reprezentujące operatorów pocztowych (z tej części wyznaczają operatorzy pocztowi).

Jeżeli strona nie wyznaczyła arbitra w określonym terminie, wyznaczał go przewodniczący. Przy wyborze arbitra należało mieć na względzie, z jakiej miejscowości był arbiter oraz miejscowość, gdzie odbywała się rozprawa, aby nie ponosić kosztów jego stawiennictwa.

## Rozprawa
Rozprawy odbywały się w siedzibie Urzędu Komunikacji Elektronicznej w Warszawie lub w jednej z Delegatur Urzędu, najbliższej miejsca zamieszkania konsumenta. Dochodziło do rozprawy, jeżeli wnioskodawca dokonał wpłaty, do której został wezwany, jeżeli wpłata nie została dokonana, rozprawy nie przeprowadzano.
Z przebiegu rozprawy protokolant spisywał protokół. Sąd orzekający rozpoznwał sprawę na rozprawie w składzie:
- superarbiter – przewodniczący rozprawie,
- dwóch arbitrów.

Rozprawa odbywała się bez względu na niestawiennictwo jednej lub obu stron, chyba że przed rozpoczęciem rozprawy strona wniosła o jej nieprzeprowadzanie i wykazała, że nie mogła stawić się z przyczyn od niej niezależnych.
Rozprawa odbywała się w ten sposób, że po wywołaniu sprawy, superarbiter udzielał głosu najpierw wnioskodawcy, następnie stronie przeciwnej. Strony ustnie zgłaszały swe żądania i wnioski oraz przedstawiały dowody na ich poparcie. W razie nieobecności strony czy też obu stron, superarbiter przedstawiał ich wnioski, twierdzenia i dowody znajdujące się w aktach sprawy. Po wstępnym wyjaśnieniu stanowisk stron superarbiter podejmował czynności skłaniające strony do zawarcia ugody. Warunki zawarcia ugody ustalały strony. Sporządzona ugoda była podpisywana przez obie strony. Jeżeli strony nie chciały zawrzeć ugody, stwierdzenie to wpisywano do protokołu. Gdy sąd uznał sprawę za dostatecznie wyjaśnioną, superarbiter zamykał rozprawę. Przed zamknięciem rozprawy superarbiter udzielał jeszcze głosu stronom. Po zamknięciu rozprawy sąd odbywał naradę, po której wydawał wyrok. Wydanie wyroku następowało w ciągu trzech dni od dnia zamknięcia rozprawy. Wyrok zapadał większością głosów i zawierał:
- oznaczenie sądu, superarbitra, arbitrów i protokolanta;
- datę i miejsce wydania wyroku;
- oznaczenie stron;
- oznaczenie przedmiotu sprawy;
- rozstrzygnięcie o żądaniach stron;
- przytoczenie motywów, którymi kierował się sąd przy wydaniu wyroku;
- podpisy superarbitra i arbitrów.

## Wyrok sądu polubownego
Sąd polubowny doręczał odpis wyroku w terminie 14 dni od dnia wydania. Wyrok sądu polubownego miał taką samą moc prawną jak wyrok sądu powszechnego. Od wyroku sądu polubownego nie służyło odwołanie.
Wyrok sądu polubownego mógł zostać uchylony przez sąd powszechny wyłącznie w postępowaniu wszczętym na skutek wniesienia skargi o jego uchylenie. Skargę o uchylenie wyroku sądu polubownego wnoszono w terminie trzech miesięcy od dnia doręczenia wyroku lub jeżeli strona wniosła o uzupełnienie, sprostowanie bądź wykładnię wyroku – w ciągu trzech miesięcy od dnia doręczenia przez sąd polubowny orzeczenia rozstrzygającego o tym wniosku.
Strona mogła w drodze skargi żądać uchylenia wyroku sądu polubownego, jeżeli:
- brak było zapisu na sąd polubowny, zapis na sąd polubowny jest nieważny, bezskuteczny albo utracił moc według prawa dla niego właściwego,
- strona nie była należycie zawiadomiona o wyznaczeniu arbitra, o postępowaniu przed sądem polubownym lub w inny sposób była pozbawiona możności obrony swoich praw przed sądem polubownym,
- wyrok sądu polubownego dotyczył sporu nieobjętego zapisem na sąd polubowny lub wykraczał poza zakres takiego zapisu, jeżeli jednak rozstrzygnięcie w sprawach objętych zapisem na sąd polubowny dało się oddzielić od rozstrzygnięcia w sprawach nieobjętych tym zapisem lub wykraczających poza jego zakres, wyrok mógł być uchylony jedynie w zakresie spraw nieobjętych zapisem lub wykraczających poza jego zakres; przekroczenie zakresu zapisu na sąd polubowny nie mogło stanowić podstawy uchylenia wyroku, jeżeli strona, która brała udział w postępowaniu, nie zgłaszała zarzutów co do rozpoznania roszczeń wykraczających poza zakres zapisu,
- nie zachowano wymagań co do składu sądu polubownego lub podstawowych zasad postępowania przed tym sądem, wynikających z ustawy lub określonych przez strony,
- wyrok uzyskano za pomocą przestępstwa albo podstawą wydania wyroku był dokument podrobiony lub przerobiony,
- w tej samej sprawie między tymi samymi stronami zapadł prawomocny wyrok sądu.

Uchylenie wyroku sądu polubownego następowało także wtedy, gdy sąd powszechny stwierdził, że:
- według ustawy spór nie mógł być rozstrzygnięty przez sąd polubowny,
- wyrok sądu polubownego był sprzeczny z podstawowymi zasadami porządku prawnego RP.